# Bitskey István
Bitskey István (Eger, 1941. március 26. –) Széchenyi-díjas magyar irodalom- és művelődéstörténész, egyetemi tanár, a Magyar Tudományos Akadémia rendes tagja. Kutatási területe a 16. századtól a 18. századig terjedő magyar irodalom és művelődéstörténet, különösen a reneszánsz időszakában. 1991 és 2003 között a debreceni Kossuth Lajos Tudományegyetem (2000-től Debreceni Egyetem) Magyar Irodalom és Kultúratudományi Intézete igazgatója, 1993 és 1998 között az egyetem Bölcsészettudományi Karának dékánja.

## Életpályája
A régi nemesi bicskei Bitskey család sarja. Édesapja Bitskey Aladár, anyja Grőber Éva; nagybátyja Bitskey Zoltán úszó. 1962-ben kezdte meg egyetemi tanulmányait a debreceni Kossuth Lajos Tudományegyetem (2000-től Debreceni Egyetem) Bölcsészettudományi Kar magyar-történelem szakán, ahol 1967-ben szerzett középiskolai tanári diplomát. Szülővárosában kezdett el tanítani az Egri Tanárképző Főiskola Gyakorló Általános Iskolájában, közben 1970-ben megvédte egyetemi doktori disszertációját. 1972-ben az MTA Irodalomtudományi Intézetébe került, ahol aspirantúrát kapott. Ennek befejeztével (1975) átkerült egykori egyetemének régi magyar irodalom tanszékére, ahol adjunktusi beosztásban kezdett el dolgozni. 1980-ban kapta meg egyetemi docensi, 1992-ben egyetemi tanári kinevezését. Már 1981-ben a tanszék vezetője lett, majd a irodalmi tanszékekből alakult Magyar Irodalom- és Kultúratudományi Intézet igazgatójává nevezték ki. Az intézetet 2003-ig vezette, emellett 1993 és 2006 között a magyar irodalomtudományi doktori program (2001-től a doktori iskola) vezetője volt. 1993-ban a Bölcsészettudományi Kar dékánjává választották, a kar vezetését 1998-ban adta át utódjának. Ugyanekkor a kar habilitációs bizottságának elnökévé, 2000-ben az egyetem tudományos, doktori és habilitációs bizottságának tagjává választották. Mindkét pozíciót 2005-ig töltötte be. 2011-ben professor emeritusszá avatták. Ezenkívül az egri Eszterházy Károly Főiskola magyar irodalom tanszékének oktatójaként is működött. Magyarországi tevékenysége mellett ösztöndíjas volt Bécsben (1974) és Rómában (1975, 1981), valamint 1984 és 1986 között a Bécsi Egyetem vendégoktatója volt.
1976-ban védte meg irodalomtudomány kandidátusi, 1991-ben akadémiai doktori értekezését. Az MTA Irodalomtudományi és a Művelődéstörténeti Bizottságának lett tagja, valamint részt vett az Osztrák-Magyar Vegyesbizottságban is. 2000 és 2006 között a Könyvtörténeti Bizottság elnöke. 2001 és 2004 között a Magyar Tudományos Akadémia közgyűlésének képviselője volt, ekkor megválasztották az Akadémia levelező, 2013-ban rendes tagjává. 1999-ben a Debreceni Akadémiai Bizottság alelnökévé, majd 2008-ban elnökévé választották. Akadémiai tevékenységén túl bekerült a Magyar Irodalomtörténeti Társaság, a Nemzetközi Hungarológiai Társaság, valamint a Kölcsey Társaság vezetőségébe. A Professzorok Batthyány Köre tagja. Több szakfolyóirat szerkesztőbizottságába is felkérték: Studia Litteraria (Debrecen, 1983), Csokonai Könyvtár (1993), Debreceni Szemle (1999), Irodalomtörténeti Közlemények (Budapest, 2000), Keresztény Szó (Kolozsvár, 2008).

## Díjai, elismerései
- Eger város irodalmi nívódíja (1993)
- Kossuth Lajos Tudományegyetem emlékérme (1999)
- Apáczai Csere János-díj (1999)
- Debrecen Város Csokonai-díja (2007)[2][3]
- Eger díszpolgára (2011)
- Fraknói Vilmos-díj (2012)
- A Magyar Érdemrend tisztikeresztje (2013)
- Klaniczay-díj (2016)[4]
- Széchenyi-díj (2018)

## Főbb publikációi
- Hitviták tüzében (1978)
- Humanista erudíció és barokk világkép. Pázmány Péter prédikációi; Akadémiai, Bp., 1979 (Humanizmus és reformáció)
- Így élt Bethlen Gábor; Móra, Bp., 1985 (Így élt)
- Pázmány Péter (1986)
- Szöveggyűjtemény a régi magyar irodalom történetéhez. Reneszánsz kor (1990)
- Eszmék, művek, hagyományok. Tanulmányok a magyar reneszánsz és barokk irodalomról; Kossuth Egyetemi, Debrecen, 1996 (Csokonai könyvtár)
- Hungariából Rómába. A római Collegium Germanicum Hungaricum és a magyarországi barokk művelődés; Nemzeti Tankönyvkiadó, Bp., 1996 (Italianistica Debreceniensis. Monográfiák) (olaszul is)
- Il Collegio Germanico-Ungarico di Roma (1996)
- Püspökök, írók, könyvtárak. Egri főpapok irodalmi mecenatúrája a barokk korban; fotó Lónyainé Nagy Éva; Heves Megyei Múzeumi Szervezet, Eger, 1997 (Studia Agriensia)
- Hitvita és hitújítás Luther életművében; Magyarországi Luther Szövetség, Bp., 1998 (Magyar Luther füzetek)
- Konfessionen und literarische Gattungen der frühen Neuzeit in Ungarn. Beiträge zur mitteleuropäischen vergleichenden Kulturgeschichte; Lang, Frankfurt a. Main, 1999 (Debrecener Studien zur Literatur)
- Virtus és religió. Tanulmányok a régi magyar irodalmi műveltségről; Felsőmagyarország, Miskolc, 1999
- Retorikák a barokk korból; szemelvényvál., szerk., tan. Bitskey István, ford. János István et al.; Kossuth Egyetemi, Debrecen, 2003 (Csokonai könyvtár. Források)
- Religió, retorika, nemzettudat régi irodalmunkban; szerk. Bitskey István, Oláh Szabolcs; Kossuth Egyetemi, Debrecen, 2004 (Csokonai könyvtár)
- Mars és Pallas között. Múltszemlélet és sorselemzés a régi magyarországi irodalomban; Kossuth Egyetemi, Debrecen, 2006 (Csokonai könyvtár)
- Lebensgemeinschaft und nationale Identität (2007)
- Püspökök a végvárban, 1548–1596; MTA-PPKE Fraknói Vilmos Római Történeti Kutatócsoport–Gondolat, Bp., 2019 (Bibliotheca Historiae Ecclesiasticae Universitatis Catholicae de Petro Pázmány Nuncupatae Ser. 2. Collectanea studiorum et textuum Classis 3.)
- Konfrontation zwischen christlichem Abendland und türkischem Islam am Beispiel Ungarns in der frühen Neuzeit (2010)
- Die Verbreitung der Reformation in Westungarn (2011)
- Felekezetiség és identitástudat Magyarország kora újkori irodalmában; MTA, Bp., 2013 (Székfoglalók a Magyar Tudományos Akadémián)
- Letteratura, politica e religione in Italia e in Ungheria. Secc. XV-XVIII; szerk. Bitskey István, Amedeo Di Francesco, Száraz Orsolya; dell'Orso, Alessandria, 2013 (Ister)
- A nemzetsors toposzai a 17. századi magyar irodalomban; MTA, Bp., 2013 (Székfoglalók a Magyar Tudományos Akadémián)
- Religió, stúdium, literatúra. Tanulmányok a régi magyarországi irodalmi műveltségről; Universitas, Bp., 2013 (Historia litteraria)
- Hitvédelem, retorika, reprezentáció Pázmány Péter életművében; Universitas, Bp., 2015
- In via eruditionis. Tanulmányok a 70 éves Imre Mihály tiszteletére; szerk. Bitskey István et al.; Debreceni Egyetemi, Debrecen, 2016
- Eszterházy Károly és barokk városa; Líceum, Eger, 2018 ("Líceumi szellemiség" ismeretterjesztő sorozat)
- Püspökök a végvárban, 1548–1596; Gondolat, Bp., 2019
- Hitvita, história, szellemi örökség. Tanulmányok a kora újkori magyarországi művelődésről; Kossuth–EKE, Bp.–Eger, 2021 (Kulturális örökség)